# 青文書屋
青文書屋是香港一家已結業的二樓書店兼出版社，經營者是已故資深文化人羅志華。

## 歷史
青文開業於七十年代初。源於兩所大學學生會在七十年代合辦的「青年文學獎」，畢業後爲了在校外繼續推動對文學、文化、社會的關係，張楚勇、陳慶源等人在灣仔莊士敦道、巴路士街交界創辦青文書屋，英文名為「Evergreen」。
1988年起由羅志華接手經營。2004年，文化人馬國明因為中風關係，把他的曙光書店併入青文書店。2006年因為租約問題，青文的門市部暫停營業，羅志華把數千書籍暫時搬到大角咀合桃街2號福星工廠大廈10樓一個約100呎的分租貨倉繼續運作出版業務，本擬擇地重開分店（已經租了地方，也裝好了電腦和排版機）。2008年2月4日，羅志華懷疑在書倉整理書籍時，被二十多箱塌下的書籍活埋，時值農曆歲晚年廿八，無人得知其事，失救而死；直到十四日後屍體腐爛發臭，才由大廈保安員發現。青文遂變成永久結業，而結業前最後一名顧客為香港著名文化人馬家輝。

## 文學貢獻
青文書店以出版本土文學作品聞名，是香港中文文學雙年獎的常客，也是幾個年代以來（七十年代初至羅氏歿）的文藝青年及作家尋找好書和清談的好地方，陶傑、鍾偉民、陳德錦、王良和、葉輝、也斯、李韡玲、崑南、梁文道、朗天、馬家輝……等等曾都在這裏做過他們的文學美夢。
青文經營者羅氏曾經獨力承印了八期《詩潮》詩集（獨力排版、印刷、釘裝、搬運），並創辦《青文評論》（出版了四期），至於最為人津津樂道的《文化視野系列》，更是從找作者、編輯出版以至發行都由他一手包辦。葉輝曾形容，這是他的「一人戰爭」。
青文也積極協助顧客訂閱書籍。即使經濟拮据，羅氏仍堅持守着青文，推動出版事業。羅氏逝世前近十年間，香港最重要的本土文學作品，近半數由青文出版。誠如馬家輝所言，青文羅志華是文化界的「幕後推手」。

## 出版書目舉隅
- 《思行交匯點：哲學在香港》，張月鳳、梁美儀、文思慧（編），1997年
- 《天書 Impossible - 論香港的中國文化教育》，馬國明（合著），2000年7月1日，ISBN 9628158228
- 《香港文學書目》，李焯雄（入選香港200本重要文學創作之列）
- 《他性機器？後殖民香港文化論集》(Otherness Machine? Essays on Postcolonial Hong Kong Culture)，朱耀偉，1998年
- 《半唐番城市筆記》陳冠中（2000），ISBN 9789627258698
- 《雜踏香港》，湯禎兆，2004年
- 《鍾偉民新詩評論集》，王良和博士主編，2003年7月
- 《十人詩選》（詩集），葉輝（合著），1998年
- 《觀景窗》（文化評論集），葉輝（合著），1998年
- 《路上風景》，鍾國強，1998年
- 《民主派》，吳國昌，1990年

## 得獎書目
香港中文文學雙年獎得獎書目：
| 組別       | 書名                         | 作者   | 出版社   |
|            |                              |        |          |
| 第九屆     | (2005-2006)                  |        |          |
| 新詩組     |                              |        |          |
| 雙年獎：   | 《飛天棺材》                 | 洛楓   | 青文書屋 |
|            |                              |        |          |
| 小說組     |                              |        |          |
| 雙年獎：   | 《滴水觀音》                 | 陳汗   | 青文書屋 |
|            |                              |        |          |
| 第八屆     | (2003-2004)                  |        |          |
| 新詩組     |                              |        |          |
| 雙年獎：   | 《生長的房子》               | 鍾國強 | 青文書屋 |
|            |                              |        |          |
| 小說組     |                              |        |          |
| 雙年獎：   | 《好黑》                     | 謝曉虹 | 青文書屋 |
| 推薦獎：   | 《寧靜的獸》                 | 韓麗珠 | 青文書屋 |
|            |                              |        |          |
| 第七屆     | (2001-2002)                  |        |          |
| 新詩組     |                              |        |          |
| 推薦獎：   | 《城市浮遊》                 | 鍾國強 | 青文書屋 |
|            |                              |        |          |
| 小說組     |                              |        |          |
| 雙年獎：   | 《魚咒》                     | 王良和 | 青文書屋 |
|            |                              |        |          |
| 文學評論組 |                              |        |          |
| 推薦獎：   | 《書寫浮城：香港文學評論集》 | 葉輝   | 青文書屋 |
|            |                              |        |          |
| 第六屆     | (1999-2000)                  |        |          |
| 新詩組     |                              |        |          |
| 推薦獎：   | 《不可能的家》               | 游靜   | 青文書屋 |
| 推薦獎：   | 《門／窗／風／雨》           | 鍾國強 | 青文書屋 |
|            |                              |        |          |
| 散文組     |                              |        |          |
| 推薦獎：   | 《一人觀眾》                 | 丘世文 | 青文書屋 |
|            |                              |        |          |
| 第五屆     | (1997-1998)                  |        |          |
| 散文組     |                              |        |          |
| 推薦獎：   | 《浮城後記》                 | 葉輝   | 青文書屋 |
|            |                              |        |          |
| 散文組     |                              |        |          |
| 雙年獎：   | 《我們如此很好》             | 黃碧雲 | 青文書屋 |
| 推薦獎：   | 《李國威文集》               | 李國威 | 青文書屋 |
|            |                              |        |          |
| 小說組     |                              |        |          |
| 雙年獎：   | 《狂城亂馬》                 | 心猿   | 青文書屋 |

## 軼事
店主羅志華為吳式太極愛好者，經常以「 吳知」為筆名在各大武術論壇裡發表相關文章 （页面存档备份，存于），因此，設靈當晚，殯儀館的出席者除了親人、書友及文化界人士外（包括作家黃碧雲及馬家輝），也有不少羅氏的網友。
羅氏遺下大量私人藏書，將交由生前最了解羅的書友們處理。將羅壓死的大堆書現時仍存放於貨倉內，因部分為絕版，有待處理。

## 外部連結
- 青文書屋羅志華設靈 友焚書哀儒
- 書堆壓死青文書屋老闆 葬身貨倉14日始揭發

- 跟青文書店及羅志華的相關的有線電視新聞報導 （页面存档备份，存于）
- 羅志華吳式太極快拳示範
- 我愛香港二樓書店
- 香港的“二樓書店”
- 二樓書店──香港正在消失的一道風景線 （页面存档备份，存于）